# NGC 4676A
NGC 4676A في الفهرس العام الجديد، هي مجرة محدبة، تقع في كوكبة . اكتشفت في 13 مارس 1785 بواسطة ويليام هيرشل.

## روابط خارجية
- NGC 4676A على موقع ويكي سكاي: DSS2, SDSS, GALEX, IRAS, Hydrogen α, X-Ray, Astrophoto, Sky Map, Articles and images